# Apia International Sydney 2013 - Qualificazioni singolare maschile
Le qualificazioni del singolare maschile dell'Apia International Sydney 2013 sono state un torneo di tennis preliminare per accedere alla fase finale della manifestazione. I vincitori dell'ultimo turno sono entrati di diritto nel tabellone principale. In caso di ritiro di uno o più giocatori aventi diritto a questi sono subentrati i lucky loser, ossia i giocatori che hanno perso nell'ultimo turno ma che avevano una classifica più alta rispetto agli altri partecipanti che avevano comunque perso nel turno finale.

## Teste di serie
1. Michaël Llodra (non ha partecipato)
2. Ryan Harrison (Qualificato)
3. Björn Phau (Qualificato)
4. Guillermo García López (Qualificato)

1. Tatsuma Itō (secondo turno)
2. Evgenij Donskoj (secondo turno)
3. Guillaume Rufin (primo turno)
4. Blaž Kavčič (ultimo turno)

## Qualificati
1. João Sousa
2. Ryan Harrison

1. Björn Phau
2. Guillermo García López

## Tabellone

### Legenda
| - Q = Qualificato - WC = Wild card - LL = Lucky loser | - ALT = Alternate - SE = Special Exempt - PR = Protected Ranking | - w/o = Walkover - r = Ritirato - d = Squalificato |

### Sezione 1
|  | Primo turno           | Primo turno           | Primo turno           | Primo turno | Primo turno |  |  | Secondo turno         | Secondo turno         | Secondo turno         | Secondo turno | Secondo turno |   |   | Ultimo turno       | Ultimo turno       | Ultimo turno | Ultimo turno | Ultimo turno |  |
|  |                       |                       |                       |             |             |  |  |                       |                       |                       |               |               |   |   |                    |                    |              |              |              |  |
|  | Alt                   | Simon Ede             | Simon Ede             | 2           | 67          |  |  |                       |                       |                       |               |               |   |   |                    |                    |              |              |              |  |
|  |                       | John-Patrick Smith    | John-Patrick Smith    | 6           | 7           |  |  | John-Patrick Smith    | John-Patrick Smith    | John-Patrick Smith    | 6             | 7             |   |   |                    |                    |              |              |              |  |
|  | Andreas Haider-Maurer | Andreas Haider-Maurer | Andreas Haider-Maurer | 2           |             |  |  | Andreas Haider-Maurer | Andreas Haider-Maurer | Andreas Haider-Maurer | 2             | 5             |   |   |                    |                    |              |              |              |  |
|  | Simon Greul           | Simon Greul           | Simon Greul           | 0           | r           |  |  |                       |                       |                       |               |               |   |   | John-Patrick Smith | John-Patrick Smith | 2            | 6            | 2            |  |
|  | Jimmy Wang            | Jimmy Wang            | Jimmy Wang            | 4           | 3           |  |  |                       |                       | João Sousa            | João Sousa    | 6             | 3 | 6 |                    |                    |              |              |              |  |
|  | Adam Feeney           | Adam Feeney           | Adam Feeney           | 6           | 6           |  |  | Adam Feeney           | Adam Feeney           | 4                     | 6             | 2             |   |   |                    |                    |              |              |              |  |
|  |                       | João Sousa            | João Sousa            | 6           | 6           |  |  | João Sousa            | João Sousa            | 6                     | 3             | 6             |   |   |                    |                    |              |              |              |  |
|  | 7                     | Guillaume Rufin       | Guillaume Rufin       | 2           | 1           |  |  |                       |                       |                       |               |               |   |   |                    |                    |              |              |              |  |

### Sezione 2
|  | Primo turno | Primo turno   | Primo turno   | Primo turno | Primo turno |  |  | Secondo turno | Secondo turno | Secondo turno | Secondo turno | Secondo turno |   |   | Ultimo turno | Ultimo turno  | Ultimo turno  | Ultimo turno | Ultimo turno |  |
|  |             |               |               |             |             |  |  |               |               |               |               |               |   |   |              |               |               |              |              |  |
|  | 2           | Ryan Harrison | Ryan Harrison | 6           | 7           |  |  |               |               |               |               |               |   |   |              |               |               |              |              |  |
|  |             | Matt Reid     | Matt Reid     | 1           | 5           |  |  | 2             | Ryan Harrison | Ryan Harrison | 6             | 6             |   |   |              |               |               |              |              |  |
|  | WC          | Jay Andrijic  | 6             | 2           |             |  |  | WC            | Jay Andrijic  | Jay Andrijic  | 1             | 2             |   |   |              |               |               |              |              |  |
|  |             | Michael Yani  | 3             | 2           | r           |  |  |               |               |               |               |               |   |   | 2            | Ryan Harrison | Ryan Harrison | 7            | 6            |  |
|  | WC          | John Peers    | John Peers    | 62          | 1           |  |  |               |               | 8             | Blaž Kavčič   | Blaž Kavčič   | 5 | 3 |              |               |               |              |              |  |
|  |             | Wu Di         | Wu Di         | 7           | 6           |  |  |               | Wu Di         | 6             | 4             | 4             |   |   |              |               |               |              |              |  |
|  |             | Jan Hájek     | Jan Hájek     | 63          | 64          |  |  | 8             | Blaž Kavčič   | 4             | 6             | 6             |   |   |              |               |               |              |              |  |
|  | 8           | Blaž Kavčič   | Blaž Kavčič   | 7           | 7           |  |  |               |               |               |               |               |   |   |              |               |               |              |              |  |

### Sezione 3
|  | Primo turno | Primo turno           | Primo turno           | Primo turno | Primo turno |  |  | Secondo turno | Secondo turno  | Secondo turno  | Secondo turno  | Secondo turno  |   |   | Ultimo turno | Ultimo turno | Ultimo turno | Ultimo turno | Ultimo turno |  |
|  |             |                       |                       |             |             |  |  |               |                |                |                |                |   |   |              |              |              |              |              |  |
|  | 3           | Björn Phau            | Björn Phau            | 6           | 6           |  |  |               |                |                |                |                |   |   |              |              |              |              |              |  |
|  |             | Pierre-Hugues Herbert | Pierre-Hugues Herbert | 3           | 4           |  |  | 3             | Björn Phau     | Björn Phau     | 6              | 6              |   |   |              |              |              |              |              |  |
|  |             | Kenny de Schepper     | Kenny de Schepper     | 6           | 64          |  |  | Alt           | Ivo Klec       | Ivo Klec       | 4              | 1              |   |   |              |              |              |              |              |  |
|  | Alt         | Ivo Klec              | Ivo Klec              | 7           | 7           |  |  |               |                |                |                |                |   |   | 3            | Björn Phau   | Björn Phau   | 6            | 6            |  |
|  | WC          | Matthew Barton        | 6(0)                  | 7           | 7           |  |  |               |                | WC             | Matthew Barton | Matthew Barton | 4 | 2 |              |              |              |              |              |  |
|  |             | Ivo Karlović          | 7                     | 65          | 65          |  |  | WC            | Matthew Barton | Matthew Barton | 7              | 6              |   |   |              |              |              |              |              |  |
|  |             | Luke Saville          | Luke Saville          | 4           | 2           |  |  | 5             | Tatsuma Itō    | Tatsuma Itō    | 5              | 1              |   |   |              |              |              |              |              |  |
|  | 5           | Tatsuma Itō           | Tatsuma Itō           | 6           | 6           |  |  |               |                |                |                |                |   |   |              |              |              |              |              |  |

### Sezione 4
|  | Primo turno       | Primo turno            | Primo turno            | Primo turno | Primo turno |  |  | Secondo turno | Secondo turno          | Secondo turno          | Secondo turno  | Secondo turno  |    |   | Ultimo turno | Ultimo turno           | Ultimo turno           | Ultimo turno | Ultimo turno |  |
|  |                   |                        |                        |             |             |  |  |               |                        |                        |                |                |    |   |              |                        |                        |              |              |  |
|  | 4                 | Guillermo García López | Guillermo García López | 7           | 6           |  |  |               |                        |                        |                |                |    |   |              |                        |                        |              |              |  |
|  | WC                | Jordan Thompson        | Jordan Thompson        | 65          | 1           |  |  | 4             | Guillermo García López | Guillermo García López | 6              | 6              |    |   |              |                        |                        |              |              |  |
|  | Alex Bolt         | Alex Bolt              | Alex Bolt              | 6           | 6           |  |  |               | Alex Bolt              | Alex Bolt              | 4              | 4              |    |   |              |                        |                        |              |              |  |
|  | Benjamin Mitchell | Benjamin Mitchell      | Benjamin Mitchell      | 3           | 4           |  |  |               |                        |                        |                |                |    |   | 4            | Guillermo García López | Guillermo García López | 7            | 6            |  |
|  | Michał Przysiężny | Michał Przysiężny      | Michał Przysiężny      | 64          | 1           |  |  |               |                        |                        | Rhyne Williams | Rhyne Williams | 65 | 3 |              |                        |                        |              |              |  |
|  | Rhyne Williams    | Rhyne Williams         | Rhyne Williams         | 7           | 6           |  |  |               | Rhyne Williams         | Rhyne Williams         | 6              | 6              |    |   |              |                        |                        |              |              |  |
|  |                   | Matteo Viola           | Matteo Viola           | 5           | 4           |  |  | 6             | Evgenij Donskoj        | Evgenij Donskoj        | 4              | 1              |    |   |              |                        |                        |              |              |  |
|  | 6                 | Evgenij Donskoj        | Evgenij Donskoj        | 7           | 6           |  |  |               |                        |                        |                |                |    |   |              |                        |                        |              |              |  |